# Molitg-les-Bains
Molitg-les-Bains (catalansk: Molig) er en by og kommune i departementet Pyrénées-Orientales i regionen Occitanie i Sydfrankrig.

## Geografi
Molitg-les-Bains ligger 49 km vest for Perpignan. Nærmeste byer er mod  nordvest Campôme (1 km) og mod sydøst Catllar (5 km).

## Demografi

### Udvikling i folketal
| 1962                                                              | 1968 | 1975 | 1982 | 1990 | 1999 | 2007 | 2015 | 2017 |
| ----------------------------------------------------------------- | ---- | ---- | ---- | ---- | ---- | ---- | ---- | ---- |
| 206                                                               | 229  | 164  | 180  | 185  | 207  | 217  | 227  | 233  |
| Tal fra og med 1962 er uden dobbelttælling (sans doubles comptes) |      |      |      |      |      |      |      |      |